# Sitia Lasithiou Kritis
Sitia Lasithiou Kritis es una indicación geográfica griega con denominación de origen protegida para los aceites de oliva vírgenes extra que, reuniendo las características definidas en su reglamento, hayan cumplido con todos los requisitos exigidos en el mismo. 

## Zona de producción
La zona de producción de los aceites de oliva amparados por la Denominación de Origen Sitia Lasithiou Kritis está constituida por terrenos ubicados en varios municipios de la prefectura de Lasithi de la isla de Creta.